# أونترمينش
أونترمينش (تُلفظ بالألمانية: [ˈʔʊntɐˌmɛnʃ]  ( سماع)</img>، 
؛ الجمع: Untermenschen) هو مصطلح نازي يشير إلى "الأشخاص الأقل شأنا" من غير الآريين الذين يشار إليهم غالبًا باسم "الجماهير من الشرق"، أي اليهود والغجر والسلاف (بشكل رئيسي البولنديون العرقيون والصرب ولاحقًا الروس أيضًا). تم تطبيق المصطلح أيضًا على العرق المختلط والسود. اليهود والبولنديون والغجر، إلى جانب المعاقين جسديًا وعقليًا، وكذلك المثليين والمعارضين السياسيين، وفي حالات نادرة، أسرى الحرب من جيوش الحلفاء الغربية، كان من المقرر إبادتهم في الهولوكوست. وفقًا لـ جنرالبلان أوستGeneralplan Ost وهي مخطط نازي سري لاستعمار شرق أوروبا، كان من المقرر تقليل عدد السكان السلافيين في شرق ووسط أوروبا جزئيًا من خلال القتل الجماعي في الهولوكوست، مع طرد الغالبية إلى آسيا واستخدامهم كعبيد في الرايخ. كانت هذه المفاهيم جزءًا مهمًا من السياسة العرقية النازية.

## أصول الكلمات
يُعتقد على نطاق واسع أن مصطلح "under man" "تحت الإنسان" صاغه النازيون، لكن هذا الاعتقاد غير صحيح لأن مصطلح "تحت الإنسان" استخدم لأول مرة من قبل المؤلف الأمريكي ولوثروب ستودارد عضو كو كلوكس كلان في عنوان كتابه الصادر عام 1922 الثورة ضد الحضارة: خطورة تحت-الرجل The Revolt Against Civilization: The Menace of the Under-man. يطبق السياسي الامريكي ستوتارد Stoddard المصطلح على أولئك الذين يعتبرهم غير قادرين على العمل في الحضارة والذي ينسبه بشكل عام (ولكن ليس بالكامل) إلى العرق تبناه النازيون لاحقًا من عنوان الطبعة الألمانية للكتاب Der Kulturumsturz: Die Drohung des Untermenschen (1925).

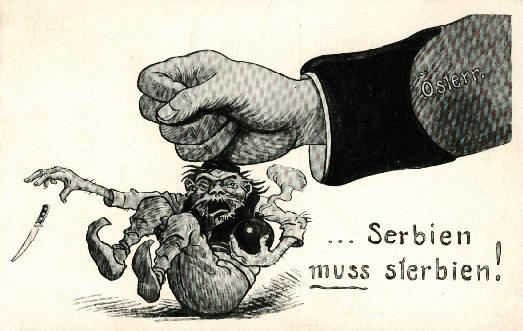
ملصق دعائي نمساوي-هنغاري تم صنعه خلال الحرب العالمية الأولى يحمل شعار "صربيا يجب أن تموت!" كانت مثل هذه الصور ممثلة للمواقف الاجتماعية الكامنة وراء مفهوم untermensch.

تم استخدام الكلمة الألمانية "أونترمينش"Untermensch في فترات سابقة، لكنها لم تستخدم بمعنى عنصري، على سبيل المثال، تم استخدامها في رواية عام 1899 Der Stechlin بواسطةالروائي والشاعر الألماني تيودور فونتانه Theodor Fontane. نظرًا لأن معظم الكتاب الذين استخدموا المصطلح لم يعالجوا مسألة متى وكيف دخلت الكلمة إلى اللغة الألمانية، فإن Untermensch تُترجم عادةً على أنها "دون البشر" "subhuman"في الإنجليزية. كان النازي الرائد الذي نسب مفهوم "دون الإنسان" لأوروبا الشرقية إلى ستودارد هو ألفريد روزنبرغ الذي كتب، في إشارة إلى الشيوعيين الروس، في كتابه أسطورة القرن العشرين Der Mythus des zwanzigsten Jahrhunderts (1930) أن "هذا هو نوع الإنسان الذي عاشه لوثروب. وقد أطلق ستودارد على "أندر مان". " ] نقلاً عن Stoddard: "The Under-Man - الرجل الذي يقيس وفقًا لمعايير القدرة والقدرة على التكيف التي يفرضها النظام الاجتماعي الذي يعيش فيه".
من الممكن أن يكون ستودارد قد بنى "دون الرجل" الخاص به على عكس مفهوم فريدريك نيتشه أوبرمينش (الرجل الخارق). لا يقول ستودارد هذا صراحة، لكنه يشير بشكل نقدي إلى فكرة "الرجل الخارق" في نهاية كتابه (ص. 262). يبدو أنه تم استخدام Wordplays مع مصطلح نيتشه بشكل متكرر في وقت مبكر من القرن التاسع عشر، وبسبب السمة اللغوية الألمانية المتمثلة في القدرة على الجمع بين البادئات والجذور تقريبًا من أجل إنشاء كلمات جديدة، يمكن اعتبار هذا التطور منطقيًا. على سبيل المثال، يتناقض المؤلف الألماني ثيودور فونتان مع زوج الكلمات Übermensch / Untermensch في الفصل 33 من روايته Der Stechlin. استخدم نيتشه Untermensch مرة واحدة على الأقل على عكس Übermensch في Die fröhliche Wissenschaft (1882). من الأمثلة السابقة على Untermensch الرومانسي جان بول الذي استخدم المصطلح في روايته Hesperus (1795) في إشارة إلى إنسان الغاب (الفصل "8. Hundposttag ").

## الدعاية والسياسة النازية
في خطاب ألقاه أمام البرلمان الإقليمي البافاري في عام 1927، استخدم الداعي النازي يوليوس شترايشر، ناشر دير شتورمر ، مصطلح أونترمينش Untermensch في إشارة إلى الشيوعيين في جمهورية ألمانيا السوفيتية البافارية :

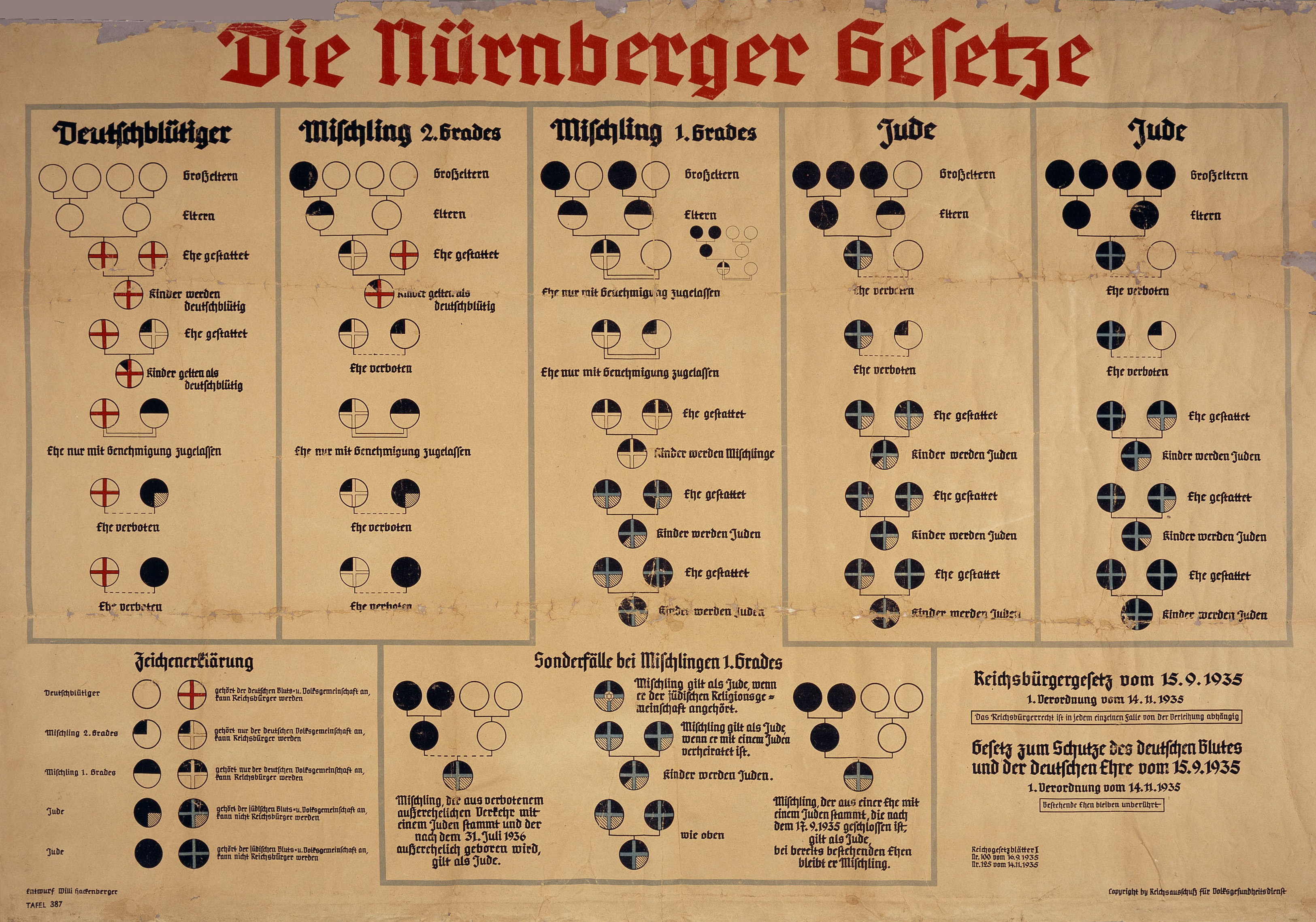
رسم بياني يستخدم لتوضيح قوانين نورمبرغ النازية المقدمة في عام 1935

## روابط خارجية
- دير Untermensch نسخة محفوظة 11 March 2009 على موقع واي باك مشين. ملصق دعائي نشرته SS.
- Hitler's plans for Eastern Europe at Archive.is (نسخة محفوظة 2012-05-27). اليوم
- " Die Drohung des Untermenschen " هذا مثال على مصطلح " Untermensch " المستخدم في سياق برنامج تحسين النسل النازي. يشير الجدول إلى أن الأشخاص "الأقل مرتبة" (المجرمين غير المتزوجين والمتزوجين، والآباء الذين يعاني أطفالهم من صعوبات في التعلم) لديهم أطفال أكثر من الأشخاص "المتفوقين" (الألمان العاديون والأكاديميون). لاحظ أن العنوان هو العنوان الفرعي للنسخة الألمانية من كتاب لوثروب ستودارد.
- Der Untermensch : الكتيب النازي